# Rashaan Carter

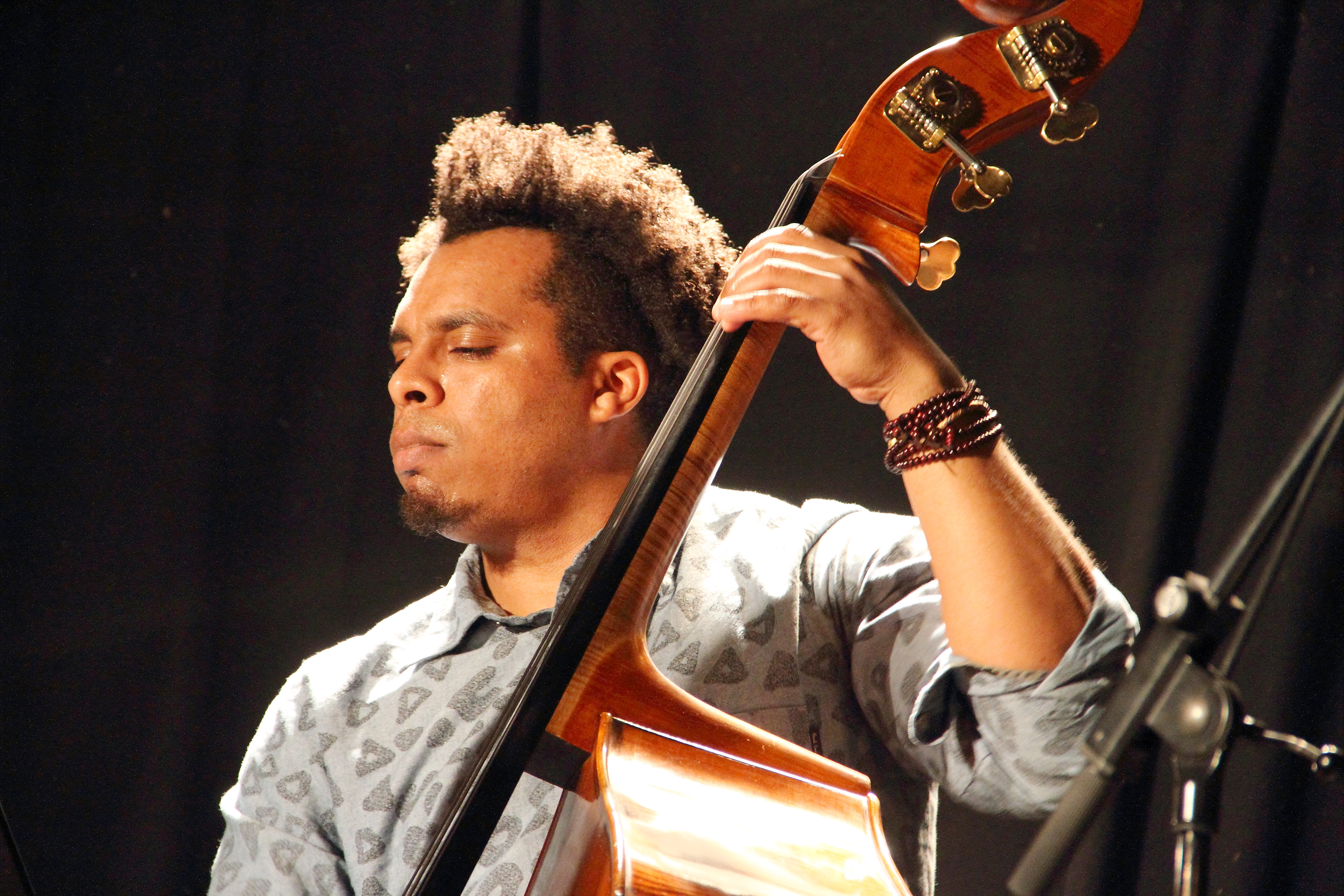
Rashaan Carter mit David Murray & Class Struggle auf dem INNtöne Jazzfestival 2018

Rashaan Carter (* um 1986 in Washington, D.C.) ist ein US-amerikanischer Jazzmusiker (Kontrabass, auch E-Bass) des Modern Jazz.

## Leben und Wirken
Carter wuchs im Raum Washington auf und stammt aus einer musikalischen Familie: Sein Vater ist Saxophonist, die Mutter stellt Jazzprogramme für das Radio zusammen. Er spielte zunächst verschiedene Instrumente, bevor er sich für den Kontrabass entschied. Nach der High School zog er nach New York City, um an der New School bei Buster Williams und Reggie Workman zu studieren; er nahm zudem Unterricht bei Ron Carter.
Seit 2006 arbeitete Carter u. a. mit Michael Marcus (The Magic Door, 2006), Wallace Roney, Cindy Blackman Jure Pukl, Sonny Simmons, Gary Thomas, Frank Lacy, Raynald Colom, Marc Cary, Brandee Younger (Somewhere Different, 2021) und Mark Weinstein. Er ging auch mit Gary Thomas, Marc Cary, Antoine Roney und David Murray auf Tournee; außerdem war er Mitglied im Aruán Ortiz Quartet, Matteo Fraboni Quintet, Takuya Kuroda Sextet und im Wayne Escoffery Quintet. Im Bereich des Jazz war er zwischen 2006 und 2020 an 24 Aufnahmesessions beteiligt, auch mit dem Black Art Jazz Collective (Ascension, 2020), Josh Evans (Hope And Despair, 2014) und Maria Grand (Magdalena, 2018). Zu hören war er u. a. auch auf  Marta Sánchez’ Album SAAM (Spanish American Art Museum) (Whirlwind, 2022) und  Brandee Youngers Brand New Life (2023).
Mit Emanuel Ruffler und Timothy Angulo veröffentlichte Carter 2020 das Album Three Words to Thrive by bei Enja. Des Weiteren gehörte er dem Theo Hill Quartett an, auf dessen Album Interstellar Adventures (2018) er zu hören ist.